# Пургинский
Пургинский — поселок в Игринском районе Удмуртской республики.

## География
Находится в центральной части Удмуртии на расстоянии приблизительно 22 км на восток по прямой от районного центра поселка Игра.

## История
Известен с 1957 года как лесоучасток в Сепожском сельсовете. До 2021 года входил в состав Беляевского сельского поселения.

## Население
Постоянное население составляло 120 человек в 2002 году (удмурты 54 %, русские 45 %), 62 в 2012.